# Pancreas anulare

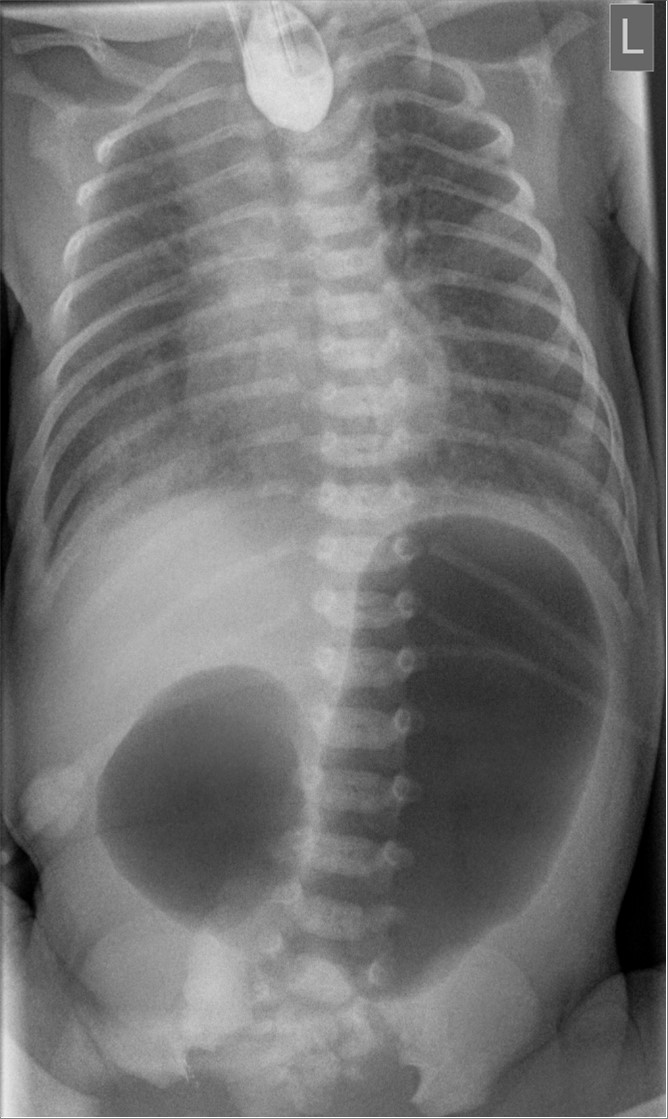
Röntgenbild bei Pancreas anulare mit Duodenalstenose und typischem "Double bubble sign" bei einem Neugeborenen. Zusätzlich besteht eine Ösophagusatresie Typ III B. Der blind endende obere Ösophagus ist mit Kontrastmittel gefüllt.

Das Pancreas anulare ist in der Embryologie die Bezeichnung für eine seltene Fehlanlage der Bauchspeicheldrüse (Pankreas). Dabei kommt es zu einer unvollständigen Verschmelzung der ventralen und dorsalen Pankreasanteile. Eine mögliche Folge ist eine Duodenalstenose.

## Embryonale Entwicklung des Pankreas
Der exokrine Anteil des Pankreas geht aus einer ventralen (etwa 28. Tag) und einer dorsalen Ausknospung (etwa 26. Tag) des Duodenums hervor. Nach einer durch unterschiedliche Wachstumsgeschwindigkeiten bedingten physiologischen Drehung des Duodenums resultiert eine Verschmelzung des Ausführungsganges der Pankreas mit dem späteren Ductus choledochus (mit Variationen) und einer Verschmelzung beider Pankreasanlagen. Das Ausführungsgangsystem lässt später noch diese Entwicklung erkennen. Etwa in der 9. Woche bildet sich der endokrine Anteil. Dieser geht aus dem Epithel der Pankreasgänge hervor und differenziert sich weiter zu den so genannten Langerhans-Inseln. Bald darauf beginnt bereits die Hormonproduktion, während der exokrine Teil in der Fetalzeit noch funktionslos bleibt. Man vermutet, dass das von den Betazellen produzierte Hormon Insulin eine wichtige Rolle in der Wachstumsregulation spielt. Hinweis hierzu ist der mehr als drei Mal so hohe prozentuale Anteil der Betazellen im Fetus im Vergleich zum Erwachsenen.

## Pathomechanismus
Kommt es bei der ventralen Pankreasanlage zur Bildung von zwei Lappen mit einer zur dorsalen Richtung zusätzlichen Weiterentwicklung Richtung ventral bzw. Fixierung des ventralen Teils, bildet sich ein Ring um die Pars descendens des Duodenums mit Folge einer potentiellen Einengung dessen Lumens.
Je nach Ausmaß der Passagebehinderung kann das bereits im Mutterleib, als Neugeborenes oder erst im 3. oder 4. Lebensjahrzehnt zutage treten, aber auch völlig symptomlos bleiben.
Die Diagnose wird mittels Sonografie, ERCP und CT gestellt. Typische Symptome sind (evtl. galliges) postprandiales Erbrechen (nach Nahrungszufuhr) und Blähungen.
Bereits vorgeburtlich im Rahmen der Pränataldiagnostik gilt das „Double-bubble-Phänomen“ als wichtiger Hinweis, als Softmarker.
In der Röntgen-Abdomenübersichtsaufnahme im Hängen ist das Auftreten einer zweiten „Magenblase“ rechts der Wirbelsäule charakteristisch für eine hochgradige Obstruktion des Zwölffingerdarmes aufgrund verschiedener Ursachen, u. a. auch das Pancreas anulare. Weitere siehe Duodenalatresie.
Symptomatischen Patienten kann mit einer so genannten Side-to-Side-Duodenoduodenostomie oder in extremen Fällen einer Duodenojejunostomie (einer Anastomose vom Zwölffingerdarm und dem Leerdarm) geholfen werden. Dabei wird eine Anastomose gebildet, die die Engstelle umgeht. Im Zusammenhang mit der Trisomie 21 wird das Auftreten des Pancreas anulare gehäuft beobachtet.